# 2012年ロンドンオリンピックのマリ選手団
2012年ロンドンオリンピックのマリ選手団（2012ねんロンドンオリンピックのマリせんしゅだん）は、2012年7月27日から8月12日までイギリスのロンドンで開催されたロンドンオリンピックマリ選手団の名簿。

## 選手団
- 人員: 選手 6人
- 開会式旗手: Rahamatou Dramé

## 種目別選手・スタッフ名簿及び成績

### 陸上競技
- Moussa Camara（男子800m）1分51秒36 予選敗退
- Rahamatou Dramé（女子100m障害）失格 予選敗退

### 柔道
- Oumar Koné（男子100kg級）第1回戦敗退

### 競泳
- ママドゥ・スイマレ（男子100m自由形）57秒32 予選敗退
- Fatoumata Samassékou（女子50m自由形）31秒88 予選敗退

### テコンドー
- ダバ・ケイタ（男子80kg以上級）3位決定戦棄権